# Nuit mauresque
Nuit mauresque est une mélodie composée par Louis Aubert en 1911.

## Composition
Louis Aubert compose Nuit mauresque en 1911, sur un poème de Renée Vivien. Cette mélodie, « orchestrée par l'auteur, évoque la lourdeur des nuits d'été du palais de Boabdil et l'amour qui, en opposition, brûle dans le cœur du sultan ».
L'exécution dure un peu moins de six minutes.

## Analyse
Le compositeur est « dans sa pleine période exotique ». Selon Louis Vuillemin, la Nuit mauresque, « pleine de vigueur et d'accent, porte en germe les Poèmes arabes et annonce à l'oreille perspicace la Habanera ».
Michel Fleury relève que dans « la capiteuse Nuit mauresque (1911), [le rythme de habanera] se devine au travers des motifs d'orchestre dont l'entrelacs tisse derrière la voix l'arrière-plan d'un somptueux tapis d'Orient. Ici encore son insistance languide se conjugue à un milieu harmonique orientalisant (mode II) pour faire surgir la lourdeur des nuits d'été du palais de Boadbil ».

## Postérité
En 1960, l'historien de la musique Paul Pittion ne mentionne pas la Nuit mauresque de Louis Aubert parmi le « grand nombre de pièces vocales groupées pour la plupart en cycles ». En 1994, le Guide de la mélodie et du lied ne mentionne pas non plus la Nuit mauresque parmi les « pages isolées » du compositeur. En 2005, le Dictionnaire de la musique dirigé par Marc Vignal mentionne que Louis Aubert « pratiqua aussi la critique musicale et fut élu à l'Institut en 1956 » mais ne donne le titre d'aucune de ses œuvres…

## Discographie
- Louis Aubert, Mélodies, par Françoise Masset (soprano), Christophe Crapez (ténor) et Claude Lavoix (piano), 2003, Maguelone MAG 111.134 (premier enregistrement mondial).

### Ouvrages généraux
- Marie-Claire Beltrando-Patier, Brigitte François-Sappey et Gilles Cantagrel (dirs.), Guide de la mélodie et du lied, Paris, Fayard, coll. « Les Indispensables de la musique », 1994, 916 p. (ISBN 2-213-59210-1, OCLC 417117290, BNF 35723610), « Louis Aubert », p. 11–12.
- Michel Fleury, L'impressionnisme et la musique, Paris, Fayard, coll. « Les chemins de la musique », 1996, 503 p. (ISBN 2-213-03188-6).
- Paul Pittion, La musique et son histoire : de Beethoven à nos jours, t. II, Paris, Éditions Ouvrières, 1960, 574 p. (BNF 33137562), « En France, l'inspiration littéraire — la mélodie », p. 457-469.

### Monographies
- Vladimir Jankélévitch, Premières et Dernières Pages : Louis Aubert, Paris, Seuil, 1994 (1re éd. 1974), 318 p. (ISBN 2-02-019943-2 et 978-2-02-019943-8), p. 290-298.
- Louis Vuillemin, Louis Aubert : Son œuvre, Paris, Éditions Durand, 1921, 72 p.